# ジェイク・アンド・ディノス・チャップマン
ジェイク・アンド・ディノス・チャップマン(Jake and Dinos Chapman)はロンドン出身のアーティスト。"チャップマン・ブラザーズ"と呼ばれることもある。彼らの作品は暴力やセックスを扱った過激なものであり、グロテスクだとして攻撃を受けたり、しばしば抗議の的になっている。
兄のディノス・チャップマン（1962年 - ）と弟のジェイク・チャップマン（1966年 - ）が共同で作品を制作している。二人ともロイヤル・カレッジ・オブ・アートを卒業し、ギルバート&ジョージのアシスタントを経てから"ジェイク・アンド・ディノス・チャップマン"として作品を発表している。
1991年、ゴヤの連作版画「戦争の惨禍」をモチーフに、殺戮のシーンを取り出して模型にした"Disasters of War"で話題になった。
1994年にはその模型を等身大に拡大したGreat Deeds Against the Deadを発表。
続いて、奇形の子供をかたどった人形の顔に性器を付けた作品"Fuckface"や"Two-Faced Cunt"などで賛否両論を巻き起こした。
2000年の作品"Hell"は、卍の形に置かれた9個のガラスケースの中で、5000体以上ものナチスの衣装を着た人形と奇形人たちの人形が残虐行為を繰り広げあっているものであった。（この作品は2004年、火事によって消失してしまった。）
2003年にはターナー賞にもノミネートされている。
これまでロンドン・ニューヨーク・ベルリンなどで個展が開かれている。また日本でもいくつかのグループ展に参加している。